# Langues sudarabiques modernes
Les langues sudarabiques modernes sont un ensemble de six langues parlées à l'est du Yémen et en Oman : le mehri, le hobyot, le harsusi, le bathari, le shehri (ou jibbali) et le soqotri. Avec les langues sudarabiques anciennes et les langues éthiosémitiques, elles forment la branche méridionale de la famille des langues sémitiques.
Il n'existe pas de statistiques officielles sur le nombre de personnes parlant ces langues. Les chiffres existants varient entre 136 000 et environ 200 000 locuteurs.
Bien que les langues sudarabiques modernes soient apparentées aux langues sudarabiques anciennes, parlées plus à l'ouest au Yémen dans l'Antiquité, il semble qu'elles n'en descendent pas directement. Toutes sont actuellement en voie de disparition : aucune n'a de tradition écrite ni n'est enseignée officiellement, et leur usage décline au profit de celui de l'arabe. Le mehri est celle qui se maintient le mieux.

## Aperçu typologique
Typologiquement, ce sont des langues sémitiques typiques, dont la morphologie repose sur l'association d'une racine consonantique, le plus souvent trilitère, avec divers schèmes de dérivation. L'organisation de la phrase suit l'ordre verbe-sujet-objet.
Elles préservent toutefois un certain nombre de traits archaïques qui ne se retrouvent plus dans les autres langues sémitiques contemporaines :
- Elles maintiennent une opposition entre les trois séries de consonnes sibilantes reconstruites pour le proto-sémitique : s, š, ś. Le ś est préservé comme consonne distincte dans les traditions scripturales de l'hébreu[2] et du guèze, mais ne conserve de prononciation spécifique que dans les langues sudarabiques modernes, où il s'agit d'une consonne fricative latérale alvéolaire sourde.
- Les consonnes emphatiques sont réalisées sous forme d'éjectives, parfois accompagnées d'une pharyngalisation.
- L'usage du nombre duel est conservé  tant pour les noms et les pronoms que pour les verbes, y compris à la première personne.
- Le système verbal comporte des schèmes verbaux distincts pour les voix active, passive et moyenne, une conjugaison en -k pour l'aspect accompli, et des formes particulières de subjonctif et de conditionnel.

## Liste des langues
- Mehri : parlé par les Mahras dans la province du Mahra au Yémen et dans la région du Dhofar en Oman.
- Hobyot : parlé à la frontière entre Oman et le Yémen.
- Shehri ou jibbali (« (langue) des montagnes » en arabe) : parlé dans les monts du Dhofar.
- Bathari : parlé sur la côte du Dhofar.
- Harsusi : parlé à l'est du Dhofar, dans le désert du Jiddat al-Harasis.
- Soqotri : parlé sur l'île yéménite de Socotra, à l'entrée du golfe d'Aden.

Marie-Claude Simeone-Senelle distingue trois sous-groupes selon le degré de proximité linguistique :
- l'un rassemble le mehri et le hobyot
- un autre regroupe le shehri, le bathari et le harsusi
- le soqotri est à part.